# Dam bij het Klaphek

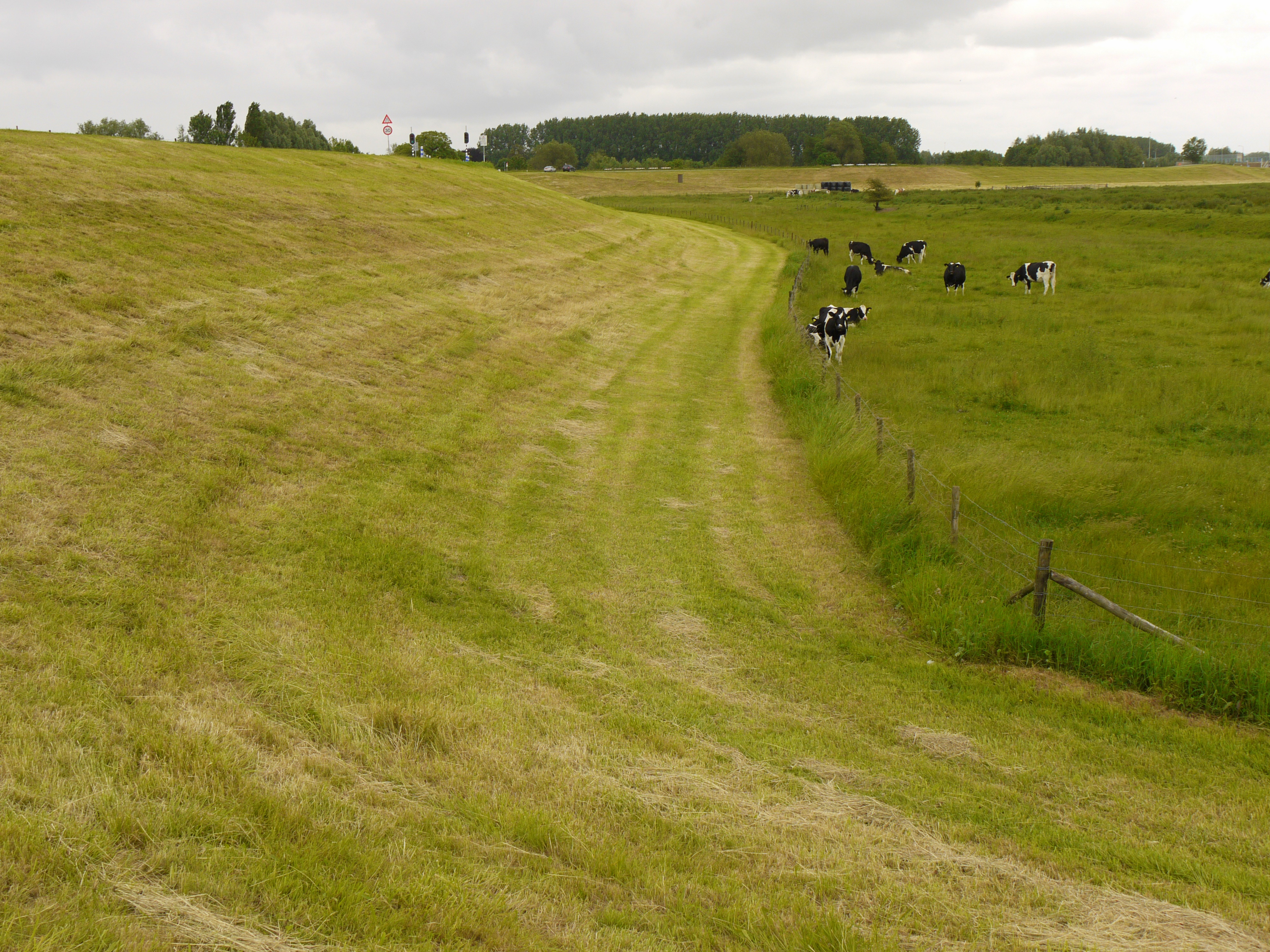
Rivierzijde van de dam, gezien vanuit het westen

De Dam bij het Klaphek of De Dam bij Hoppenesse of IJsseldam werd in 1285 op last van Graaf Floris V aangelegd en sluit sindsdien de Hollandse IJssel af van de Lek. De dam bevindt zich ten zuidwesten van het Utrechtse stadje IJsselstein. De naam van de dam verwijst naar de nabijgelegen boerderij, "Het Klaphek" of naar de buurtschap met dezelfde naam.
De dam sluit aan op de Lage Dijk Zuid (ten zuiden van IJsselstein). Vanaf de dam loopt, achter de huizen en boerderijen aan de Lage Dijk Zuid langs, nu nog een sloot over een afstand van enkele honderden meters naar het noorden. Dan splitst deze sloot zich in westelijke richting als de Enge IJssel, en in oostelijke richting als de Kromme IJssel. Deze laatste kronkelt dan onder de A2 door richting Nieuwegein alwaar hij is aangesloten op de Doorslag die voor de aansluiting naar het Merwedekanaal en Amsterdam-Rijnkanaal zorgt. Vanaf dit punt loopt de Hollandse IJssel naar het noordwesten, opnieuw onder de A2 door, richting IJsselstein.